# Claresholm
Claresholm és una ciutat situada al sud d'Alberta, Canadà. Es troba a la carretera 2, aproximadament 91 km al nord-oest de la ciutat de Lethbridge i 125 km (78 mi) al sud de la ciutat de Calgary.
Una de les Cinc Famoses implicades en el "Persons Case", Louise McKinney, va viure a Claresholm i va ser elegida membre de l'Assemblea Legislativa d'Alberta per a la zona a les eleccions provincials de 1917.

## Història
L'emplaçament era originalment una parada de reg per a les màquines de vapor a la línia del ferrocarril canadenc del Pacífic al llarg de la Ruta Macleod quan els trens van arribar per primera vegada a la zona el 1891. Els primers pobladors van arribar el 1902, i el poble es va establir el 1903. Claresholm es va incorporar com a ciutat el 1905, any en què Alberta es va convertir en província. La comunitat va rebre el nom de Clare, una ciutadana pionera.
El 1913, Alberta va establir una explotació agrícola i una escola d'agricultura a Claresholm. El primer hospital de Claresholm va obrir les portes el 1921 i va ser substituït per l'hospital actual el 1939.
L'estació de la Royal Air Force de Claresholm, es va establir a prop de la ciutat el 1941 per entrenar els pilots pel servei a la Segona Guerra Mundial. Es va inaugurar per primera vegada el 9 de juny de 1941 com a base del Pla de formació de l'aire britànic de la Commonwealth. El servei de l'Escola de Formació de Vol núm. 15 va funcionar a la base des de la seva obertura fins al març del 1945. El 1951, la base va ser utilitzada per entrenar pilots per a la guerra de Corea i va funcionar com a Escola de Formació de Vol número 3. També va formar pilots de l'OTAN. La base es va tancar el 1958 i els hangars es van fer servir en ús industrial. Una part de l'antiga base funciona com a l'aeroport industrial de Claresholm. Entre els artefactes del museu Claresholm de la base aèria es troba un Link Trainer.
La massacre de la carretera de Claresholm va tenir lloc al nord de la ciutat a la carretera 2 d'Alberta el 15 de desembre del 2011. L'assassí va matar tres persones i es s'acabà suicidant amb la pistola.

## Geografia

### Clima
Claresholm experimenta un clima continental humit (classificació del clima Köppen Dfb). Durant l'hivern, s'ha sabut que els vents de Chinook fan oscil·lar les temperatures des de molt per sota de la congelació fins a molt per sobre en qüestió d'hores.

## Demografia
L'any 2016 els cens de població era de 3.780 habitants que vivien en 1.644 dels seus 1.742 habitatges privats totals. Amb una superfície de 811km², tenia una densitat de població de 466,1/km² el 2016.
En el cens del 2011, la ciutat de Claresholm tenia 3.758 habitants en 1.635 dels seus 1.756 habitatges, un 1,6% respecte de la seva població de 3.700 el 2006. Amb una superfície de 908 km², tenia una densitat de població de 413,9/km² el 2011.